# Брајан Кесиди
Детектив Брајан Кесиди је измишљени лик ког тумачи Дин Винтерс у америчкој криминалистичкој драмској телевизијској серији Ред и закон: Одељење за специјалне жртве на НБЦ-у. Члан епизодне поставе током прве сезоне, Кесиди је млад и неискусан детектив из Одељења за специјалне жртве њујоршке полиције и првобитни ортак Џона Манча (Ричард Белзер). Секирација у Одељењу за специјалне жртве је била превелика за Кесидија па је прешао у Одељење за наркотике усред сезоне. Кесиди се касније вратио у на крају 13. сезоне радећи на тајном задатку за макроа ког су детективи ОСЖ-а истраживали Винтерс је раније радио са творцем Диком Волфом, али му је понуђена улога у ОСЖ-у преко Белзера, иако се показало да је улога привремена због Винтерсове посвећености серији Оз. Како је Винтерс остао у серији само 13 епизода, његов лик никада није имао много прилика да се развије. Винтерс је, међутим, дуго желео да се врати у серију и осетио је да је право време током завршнице 13. сезоне. Критичари су уопштено били негативни према Кесидију током његовог почетка у серији, али некима је било драго што су видели његов повратак у епизоди „Ноћ родијума (1. део)“.

## Животопис лика
Иако је Брајан Кесиди био посвећени члан Одељења за специјалне жртве, недостајао му језик да опише сексуалне злочине и осећајна зрелост да се носи са њима. На свог партнера Џона Манча (Ричард Белзер) гледа као на ментора.
Кесиди је имао пијану везу за једну ноћ са колегиницом из ОСЖ-а детективком Оливијом Бенсон (Мариска Харгитеј), али је желео да настави везу са њом. Она га је одбила, наводећи политику да нема везе са сарадницима. Много година касније, Бенсонова је изразила жаљење због начина на који је решила стање.
Ови чиниоци и секирација у одељењу истрошили су Кесидија. Пошто је Кесиди пукао на Бенсонову пред екипом, капетан Доналд Крејген (Ден Флорек) испитао је његову спремност да се суочи са сексуалним деликтима тако што га је послао да провери девојку у пубертету која је преживела силовање коју је Крејген упознао када је радио у одељењу за убиства. Пошто је испричала како ју је њен злостављач саставно злостављао, а затим групно силовао, Кесиди је одлучио да му недостаје желудац да се бави сексуалним делииктима и пребацио се у Одељење за наркотике њујоршке полиције. Манч се касније жалио да се осећао напуштено одкада је Кесиди постао последњи у дугом низу ортака који су га напустили.
Кесиди се вратио 12 година касније у епизоди 13. сезоне „Ноћ родијума (1. део)“. Три године је радио на тајном задатку као телохранитељ макроа Барта Ганзела (Питер Џејкобсон) и детективима ОСЖ-а дао је податке о Ганзеловој проституцији. Када је проститутка која је излазила и са Кесидијем и са Ганзелом пронађена мртва у кревету са Крејгеном, детектив Ник Амаро (Дени Пино) веровао је да је Кесиди играо улогу у намештању Крејгену упркос томе што су други детективи ОСЖ-а јемчили за њега. Амаро се суочио са Кесидијем на суду и покушао да извуче податке из њега. Пошто је Ганзел открио да Кесиди ради на тајном задатку како би га разоткрио, један подмићени полицајац је упуцао Кесидија. Амаро је помогао у откривању завере која је довела до напада. Кесиди је преживео и пробудио се у болници где му је Бенсонова рекла да није иста као када су први пут радили заједно и пољубила га је.
У епизоди "Плавац на тајном задатку", једна проститутка је оптужила Кесидија да ју је силовао док је био на тајном задатку четири године раније. Истрага открива да су жена и њен шеф наместили Кесидија да заради новац од тужбе њујоршке полиције и оптужбе су одбачене. Међутим, због дугогодишње споразумне везе коју је Кесиди имао са проститутком током свог рада на тајном задатку, он је уназађен из детектива у службеника и радио је ноћима у згради суда у Бронксу. Бенсонин и Кесидијев однос, који је до тада био тајна за ОСЖ, такође је приморан да се открије у истој епизоди када су Амаро и Манч отишли у Кесидијев стан и тамо затекли Бенсонову. У 15. сезони пар је почео да живи заједно.
У епизоди „Унутрашња контрола“, поручник Бироа за унутрашњу контролу Ед Такер (Роберт Џон Бурк) поставио је Кесидија на тајни задатак да истражи подмићену станицу уз обећање да ће, ако операција буде успешна, вратити своју детективску значку. Иако је задатак скоро довео до његове смрти од стране двојице подмићених полицајаца, у епизоди „Анонимни силоватељ“ откривено је да је Кесиди поново детектив и да ће радити у унутрашњој контроли. Кесиди и Бенсонова су споразумно раскинули током епизоде „Преузето дете“ пошто су схватили да су суштински различити људи. Он више воли да живи у тренутку док она планира будућност.
На почетку 19. сезоне у епизоди "На пецању", Кесиди се вратио као истражитељ тужилаштва и рекао Бенсоновој да истражује наводе да она злоставља свог усвојеног сина Ноу. У епизоди "Расположење" откривено је да је Кесиди испричао другом истражитељу тужилаштва о Бенсоновој и њеном искушењу са низним силоватељем Вилијамом Луисом (Пабло Шрајбер) што је посредно довело до тврдње о злостављању детета. Бесна Бенсонова је рекла да више никада не жели да разговара са њим.
У епизоди "Потера за утварама" Кесиди сведочи против злостављача деце којег је физички напао током хапшења. Током унакрсног испитивања, Кесиди је пукао од беса и запретио да ће убити окривљеног и том приликом довео до поништења суђења. Осумњичени је убијен следећег дана пошто је Кесиди виђен у његовој кући, а ПОТ Питер Стоун (Филип Винчестер) га је ухапсио због убиства. Међутим, испоставило се да је убица била једна од осумњичених жртава, а Кесиди је ослобођен кривице. Међутим, Кесиди се отворио Стоуну и рекао му да га је као дете злоставњав тренер, у Малој лиги, а то никада није рекао Бенсоновој, а један од разлога зашто је напустио одељење била је његова неспособност да се носи са сећањима на злостављање која се понављају. Кесиди се касније извинио Бенсоновој што ју је натерао да замало изгуби Ноу и успео је да се помири са њом.
У епизоди "Суочавање са утварама", самоубиство 22-годишњег мушкарца доводи ОСЖ до Герија Долана (Вилијам Седлер) који је неколико година раније злостављао жртву. Док је претресала Доланов стан, Бенсонова препознаје Кесидија као дечака на једној од Доланових слика многих екипа из Мале лиге које је тренирао. Бенсонова долази до Кесидија да види да ли има податке о Долану. Кесиди тврди да ништа не зна, али након посете, Бенсонова даје најновије податке о случају Стоуну који схвата да је Долан сигурно Кесидијев злостављач. Стоун жели да Кесиди сведочи против Долана, али он одбија, делом да би избегао суочавање са сећањима на своје злостављање, а делом да би спречио Бенсонову да сазна за то. Он заиста помаже Стоуну да регрутује још једну Доланову жртву да сведочи, али сведочење тог човека је избрисано из евиденције када је признао да је пио пре сведочења. Схвативши да ће Долан бити ослобођен без иједног другог преживелог који би био спреман да сведочи против њега, Кесиди, уз Бенсонино охрабрење и подршку, одлучује да каже суду шта му је Долан урадио.

## Развој
"Невероватно. Желео сам да се вратим дуго времена, али потешкоће у распореду то никада нису дозвољавале тако да са овом причом, завршницом [13. сезоне] и сада са оним што радимо са дводелним почетком [сезоном 14], чини ми се да је ово био прави тренутак за долазак па ми је драго што сам сачекао."— Дин Винтерс, 
 Иако је Винтерс раније радио са Диком Волфом у серији „Њујорк на тајном задатку“, он је приписао заслуге свом колеги Ричарду Белзеру да му је средио посао у серији „Ред и закон: Одељење за специјалне жртве“. Белзер и Винтерс су први пут радили заједно када је Винтерс гостовао у серији Одељење за убиства: Живот на улици у којој је Белзер био члан главне поставе. Волф је позвао Белзера да се придружи екипи његовог огранка серије „Ред и закон“ након што је Одељење за убиства отказано, а Белзер је рекао Волфу да ће се придружити главној постави само ако му Винтерс буде ортак у серији. Винтерс је у исто време имао улогу у ХБО-овој драми Оз и иако је улога у ОСЖ-у у почетку требало да траје само неколико епизода, он је био уговорно обавезан са серијом Оз и на крају је потпуно напустио ОСЖ да би се усредсредио на Оз.
Винтерс је веровао да Кесиди није глуп већ једноставно поводљив. Рано је изразио жељу извршном продуценту Теду Котчеву да Кесиди не постане "глупа плавуша" одељења јер не верује да ће их бити у Одељењу за специјалне жртве. Лик Кесидија није доживео много развоја, али Винтерс је то приписао недостатку времена када је лик био у серији. Његов лик се појавио током прве половине прве сезоне када су сценаристи покушавали да дочарају све ликове у серији. Да је дуже остао у серији, Винтерс је веровао да би сценаристи пронашли много више за Кесидија.
Винтерс није био огорчен што улога у OСЖ-у није успела и желео је да се врати у серију дуги низ година. Током 13. сезоне, ОСЖ је снимао сцене испред зграде у којој је Винтерс живео па је он ћаскао са глумцима и екипом, посебно са својом бившом ортакињом Мариском Харгитеј. Харгитејева је помогла Винтерсу да се врати у серију на крају исте сезоне. Винтерс је видео потенцијал у причи у којој се Крејгену смешта за убиство проститутке и веровао је да је право време па је пристао да остане као епизодни лик у 14. сезони. Винтерс је био узбуђен због промена у лику Кесидија. Кесиди је прво био млад и незрео у првој сезони, а онда је постао уморнији годинама након тога, а Винтерс је веровао да је публика остала у неизвесности у на почетку 14. сезоне јер није знала да ли је Кесиди подмићен или не.

## Награде и одликовања
Следе ордење и награде за службу које је добио детектив Кесиди, што је приказано у епизоди "Унутрашња контрола".
|  | Орден америчке заставе           |
|  | Орден СУП-а за допринос у служби |

## Пријем
После почетка ОСЖ-а, Фил Гало из часописа Различитост је осетио да Кесидију није дато много посла и оно што је он смислио је „неугодна појединачна нота“. Брус Фретс из часописа Недељна забава сложио се да публика није довољно видела Кесидија. Што се тиче Кесидијевог повратка у серију, Британи Фредерик из часописа Пулс звезда је рекла: „Било је пријатно изненађење видети Дина Винтерса како поново игра улогу детектива Брајана Кесидија прошле сезоне. Његов лик је био у серији тако кратко да га нисмо баш упознали... Кесиди је сада потпуно друга особа - као што би требало да буде после толико година одсуства - али постоји чудна утеха у томе да га поново видимо када је у серији лако могао да дође неки насумични полицајац на тајном задатку који ће бити у место њега."